# Apollo Rejser
Apollo Rejser er et skandinavisk rejsebureau, der blev etableret i 1986. Selskabet blev etableret i Danmark i 1992. 
Siden 2001 har selskabet været ejet af Kuoni Travel, der har hjemsted i Schweiz. I 2015 blev selskabet solgt til tyske DER Touristik, som hører under den tyske supermarkeds gigant REWE Group. Samme år smeltede Falk Lauritsen Rejser sammen med Apollo.
Selskabet er Danmarks næststørste rejsearrangør og fokuserer særligt på sol- og bade-charterrejser til bl.a. De Kanariske Øer, Thailand, Dubai og Indien. Apollo Rejser har siden 1997 haft sit eget charterflyselskab, Novair. I forbindelse med Kuonis overtagelse blev Alletiders Rejser, der hidtil var ejet af JYSK, fusioneret ind i Apollo. I 2021 blev flyselskabet Novair frasolgt til Jet Nordic Group, samme ejer som det danske flyselskab Jettime A/S. I 2023 valgte Jet Nordic Group at afvikle Novair, som senere resulterede i en konkurs, dog uden at det påvirkede nogle kunder.
I 2023 åbnede DERTour Nordic, som den nordiske del af Apollo hedder, et kontor i Holland, så Apollo i dag er repræsenteret på totalt 5 markeder, Sverige, Norge, Danmark, Finland og Holland.